# Maisenbach (Tauber)
Der Maisenbach, teilweise auch Meisenbach geschrieben, ist ein gut sechs Kilometer langer linker und südlicher Zufluss der Tauber.

## Geographie

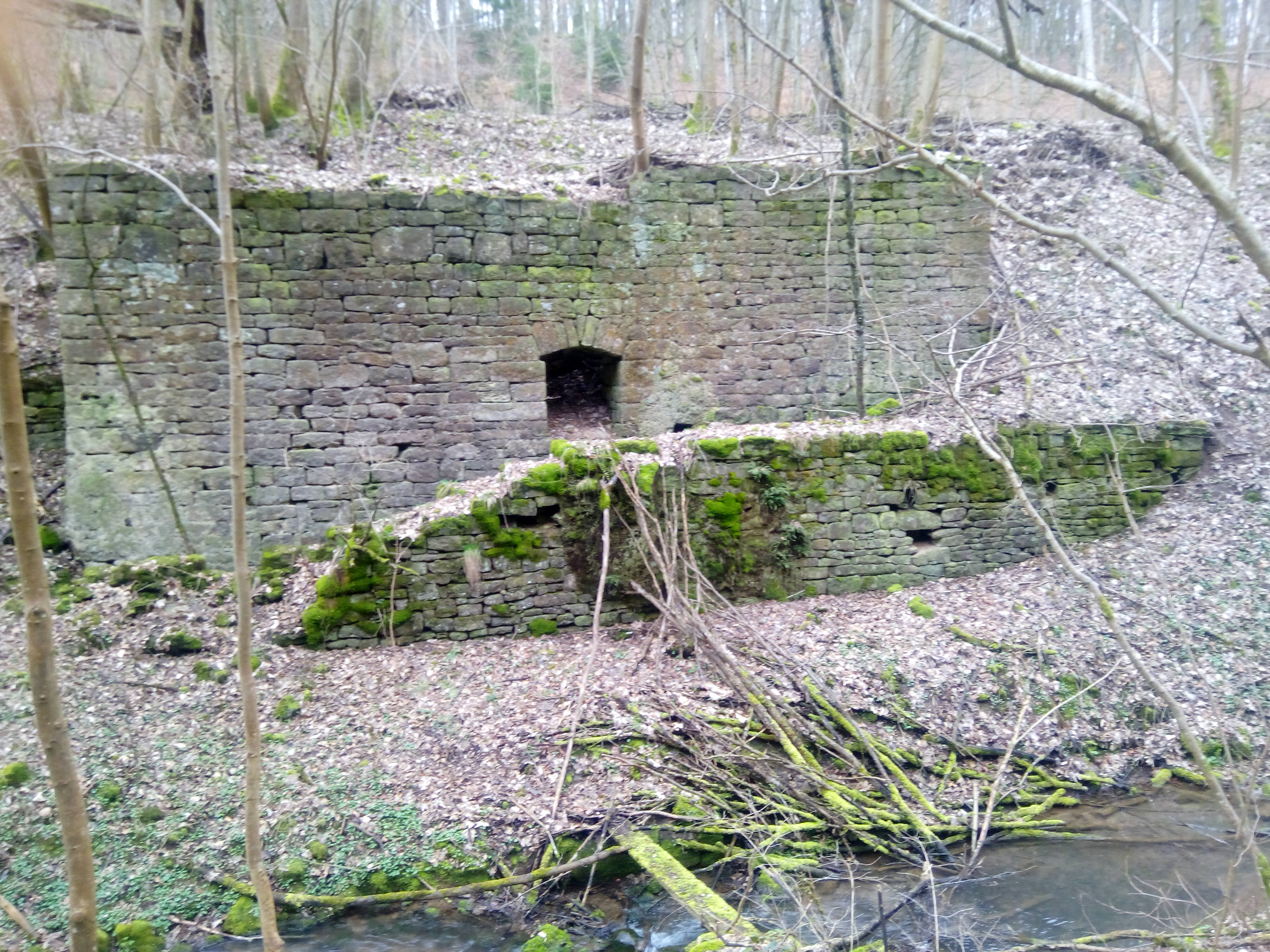
Ruine einer Mühle am Maisenbach

### Verlauf
Der Maisenbach entsteht unter der Maisenbachsiedlung von Uissigheim, am linken Hang aus dem Zusammenfluss des von Westen kommenden Hauptstrang-Oberlaufs Hartgraben, der südlich des Rinderbergs und südwestlich von Uissigheim entspringt, und des kürzeren Eiersheimer Grabens, der am Nordrand von Eiersheim entsteht. Er fließt anfangs kurz nach Nordosten und wendet sich bald auf Nordlauf durch ein nun an den Hängen bewaldetes Tal. Bei der Dahlenflur wendet er seinen Lauf nach Norden. Durch ein enges Tal fließt er westlich am Kammerforst vorbei, passiert eine ehemalige Bimssteinfabrik und mündet schließlich bei der Dorfmühle, südlich des Werbacher Ortsteils Gamburg, in die Tauber.
Der Maisenbach ist zusammen mit dem Hartgraben 6,2 km, ab dessen Vereinigung mit dem Eiersheimer Grabens ist er noch 2,8 km lang.

### Einzugsgebiet
Er hat ein 18,2 km² großes Einzugsgebiet, dessen Teil etwa nördlich des Hartgraben-Laufs  mit dem gesamten Maisenbach genannten Lauf naturräumlich überwiegend zum Unterraum Wertheimer Hochfläche des Sandstein-Spessarts gerechnet wird, ausgenommen vom unteren Tal im Unterraum Unteres Taubertal, während die Teile südlich davon dem nördlichsten Unterraum Wolferstetten-Eiersheimer Höhe des Baulandes angehören. Seine mit etwa 418 m ü. NHN größte Höhe erreicht es am Südwestrand im Taubenloch genannten Waldgebiet.
Im Osten ist das nächste größere Gewässer die den Maisenbach aufnehmende Tauber selbst, im Süden grenzt das Einzugsgebiet des höheren Tauber-Zuflusses Brehmbach an, im Westen das des tieferen Tauber-Zuflusses Amorsbach, dessen Hauptstrang in recht ähnlicher Richtung wie der des Maisenbachs verläuft.

### Zuflüsse
Hierarchisch, jeweils von der Quelle zur Mündung:
- Hartgraben (linker Hauptstrang-Oberlauf)
  - Schoppenberggraben (links)
  - Hintergraben (rechts)
- Eiersheimer Graben (rechter Nebenstrang-Oberlauf)
- Linsengraben (links)

### Flusssystem Tauber
- Liste der Fließgewässer im Flusssystem Tauber